# Tetragnatha eberhardi
Tetragnatha eberhardi là một loài nhện trong họ Tetragnathidae.
Loài này thuộc chi Tetragnatha. Tetragnatha eberhardi được miêu tả năm 1992 bởi Okuma.